# Eddie Mannix
Edgar Joseph „Eddie“ Mannix (* 25. Februar 1891 in Fort Lee, New Jersey; † 30. August 1963 in Los Angeles, Kalifornien) war ein US-amerikanischer Filmproduzent und Filmstudio-Manager.

## Leben und Karriere
Mannix wuchs in Fort Lee, New Jersey, auf. Zunächst arbeitete er als Bauarbeiter und Ticketverkäufer. Mannix lernte den New Yorker Geschäftsmann Nicholas Schenck kennen, der ihn als Buchhalter einstellte.  Mannix fungierte zudem als Bodyguard für Schenck und dessen Bruder Joseph Schenck. Nach einiger Zeit übernahm und verantwortete Mannix das Tagesgeschäft verschiedener Unternehmen der Schenck-Brüder.
Nach der Gründung von Metro-Goldwyn-Mayer im Jahr 1924 als Tochterunternehmen der von Nicholas Schenck geleiteten Kinokette Loew’s, Inc. entsandte Schenck den ihm loyalen Mannix trotz fehlender Erfahrung im Filmgeschäft nach Los Angeles, um einen seiner Mitarbeiter in der Nähe von Louis B. Mayer zu haben, dem Schenck nicht besonders vertraute. Mannix erhielt bei MGM eine Stelle als Assistent von Irving Thalberg. Mannix und Mayer kamen jedoch entgegen Schencks Planungen gut miteinander aus.
Mannix und der MGM-Publicity-Manager Howard Strickling erarbeiteten sich in den nächsten Jahren den Ruf als Fixer, die jedes noch so delikate Problem für MGM lösen konnten. In den 1930er und 1940er Jahren produzierte er einige Filme, darunter Das Zeichen des Vampirs (1935) und Madame Curie (1943). Schließlich wurde er zum Vizepräsidenten von MGM befördert.
Mannix wurde gelegentlich verdächtigt, 1959 in den Tod des Schauspielers George Reeves verwickelt gewesen zu sein. Offiziell galt dessen Tod als Selbstmord. Reeves wurde eine Affäre mit Mannix’ Frau, dem Showgirl Toni Mannix, nachgesagt.
Sein größtes Vermächtnis für Filmhistoriker ist die sogenannte Mannix-Akte, in der er die Kosten und Einkünfte aller Filme aufzeichnete, die in den Jahren 1924 bis 1948 von MGM produziert wurden. Das Original-Dokument der Mannix-Akte wird zurzeit als Teil der Howard Strickling Sammlung in der Margaret Herrick Library der Academy of Motion Picture Arts and Sciences (AMPAS) aufbewahrt.

## Rezeption
In Allen Coulters Neo-Noir-Drama Die Hollywood-Verschwörung aus dem Jahr 2006 wurde Mannix vom Schauspieler Bob Hoskins dargestellt.
Der im Februar 2016 veröffentlichte Coen-Brüder-Film Hail, Caesar! behandelt in stark fiktionalisierter Form einen Teil von Mannix’ Lebensgeschichte. Sein Charakter wurde nach Aussage der Regisseure deutlich abgewandelt. Der Film eröffnete am 11. Februar 2016 außer Konkurrenz die 66. Internationalen Filmfestspiele in Berlin. Die Hauptrolle des Eddie Mannix übernahm der Darsteller Josh Brolin.

## Filmografie (Auswahl)
- 1935: Das Zeichen des Vampirs (Mark of the Vampire)
- 1935: It’s in the Air
- 1936: Die Teufelspuppe (The Devil Doll)
- 1943: Madame Curie